# 佐藤碧子
佐藤 碧子（さとう みどりこ、1912年2月15日 - 2008年7月5日）は、日本の作家。小磯なつ子の筆名を持つ。また佐藤みどりと表記し、「碧子」で「みどり」と読ませたりする。菊池寛の愛人でもあり秘書、代作を行った。

## 経歴
本名・石井光枝。東京市下谷区龍泉寺生まれ。精華高等女学校卒。文藝春秋社に入社、菊池寛の秘書を務める。小説も書き、またその代作を行い『新道』などは佐藤の作である。川端康成にもかわいがられた。六興出版社長となる石井英之助と結婚。戦後1950年小磯なつ子の筆名で「雪化粧」により直木賞候補。1961年『人間・菊池寛』を刊行。
猪瀬直樹が菊池伝『こころの王国 菊池寛と文藝春秋の誕生』を『文學界』2002年4月号から2003年12月号まで連載中、佐藤の甥（姉の息子）である矢崎泰久に『人間・菊池寛』からの「剽窃であり、盗作とも言える」と言われたこともあって、連載途中で猪瀬は佐藤との対談を行って協力を得ていたことを明らかにした。対して矢崎は『口きかん　わが心の菊池寛』を著し、佐藤の菊池寛との関係などについて異なった見方を示した。
晩年は、埼玉県新座市の老人福祉施設に入居し、猪瀬の対談もその施設に猪瀬が出向いて行われた。

## 著書
- 『人間・菊池寛』佐藤みどり 新潮社 1961
  - 『人間・菊池寛』佐藤碧子 新風舎 2003
- 『大阪の人山本為三郎』アルプス 1962
- 『滝の音 懐旧の川端康成』東京白川書院 1980

## 参考
- 『人間・菊池寛』
- 「対談 生きている菊池寛」佐藤碧子、猪瀬直樹「文學界」2002年11月号
- 『菊池寛の航跡 初期文学精神の展開』 片山宏行 和泉書院 1997
- 『口きかん　わが心の菊池寛』 矢崎泰久 飛鳥新社 2003.4
- 『こころの王国 菊池寛と文藝春秋の誕生』 猪瀬直樹 文藝春秋, 2004.4
  - 『丘を越えて』のタイトルで2008年に映画化された。映画では佐藤をモデルとした細川葉子というヒロイン（演：池脇千鶴）が登場する。